# Капитолий штата Теннесси
Капито́лий шта́та Теннесси́ (англ. Tennessee State Capitol) находится в городе Нашвилл (англ. Nashville) — столице штата Теннесси. В нём проводит свои заседания Генеральная ассамблея Теннесси (англ. Tennessee General Assembly), состоящая из палаты представителей и сената штата Теннесси. В нём также находится офис губернатора Теннесси.
Современное здание Капитолия было построено в 1845—1859 годах по проекту архитектора Уильяма Стрикленда.

## История

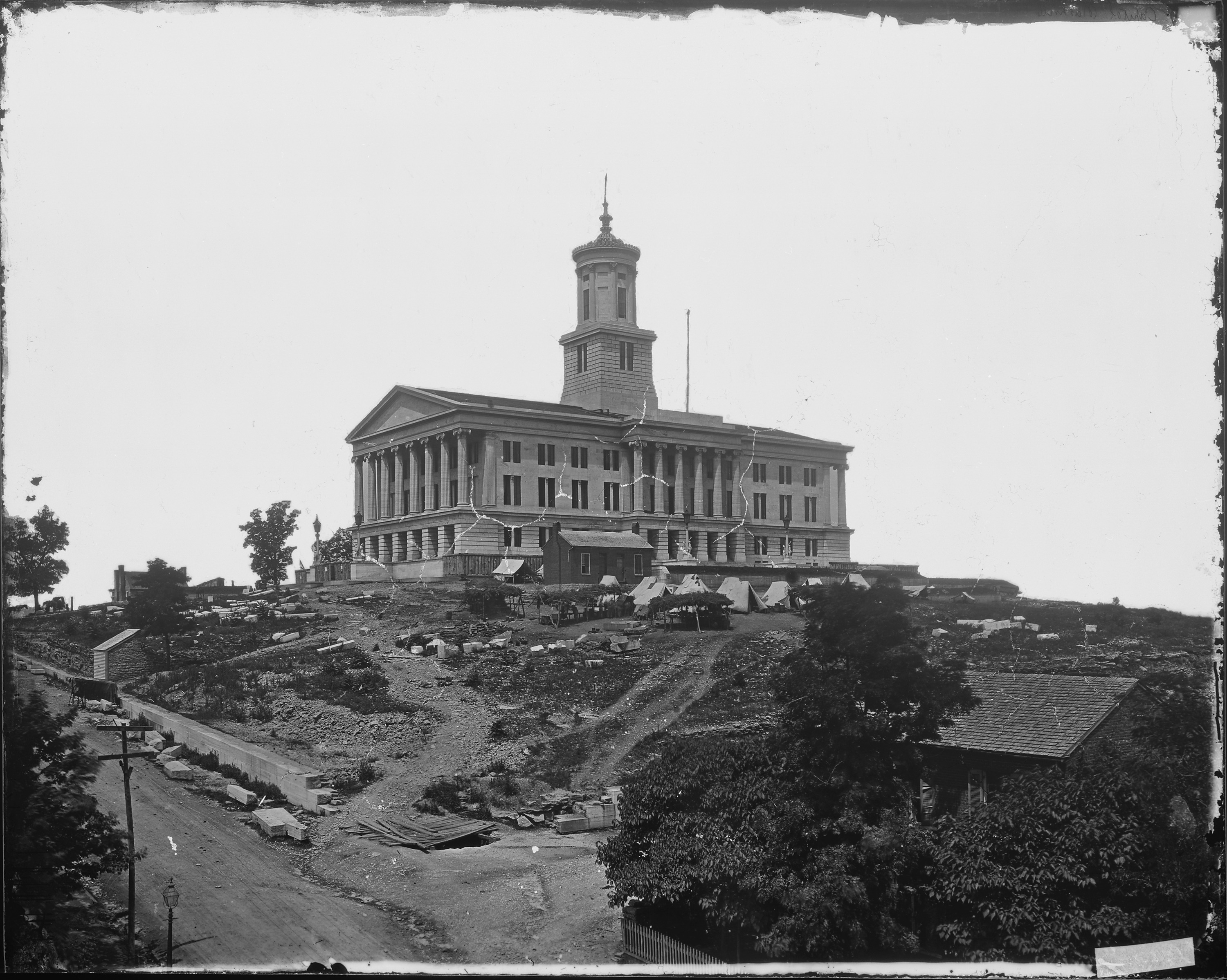
Капитолий штата Теннесси в 1864 году

Краеугольный камень здания Капитолия штата Теннесси был заложен 4 июля 1845 года. Строительство заняло 14 лет и было закончено в 1859 году. Здание строилось по проекту архитектора из Филадельфии Уильяма Стрикленда, который скончался в 1854 году, не дожив до конца строительства, и был похоронен в северном фасаде здания.
После завершения строительства здания Капитолия, в 1860 году началось рассмотрение проектов, связанных с благоустройством территории вокруг Капитолия. В октябре 1860 года был утверждён проект местного ландшафтного архитектора Уильяма Причарда (William Prichard). Из-за нехватки средств работа была отложена до апреля 1861 года, а затем и вовсе заморожена в связи с начавшейся Гражданской войной 1861—1865 годов.
7 мая 1861 года штат Теннесси объявил о сецессии (выходе из состава США), и летом того же года он присоединился к Конфедерации южных штатов. К концу февраля 1862 года войскам Союза северных штатов удалось занять часть территории Теннесси, включая столицу штата Нашвилл. Президент США Авраам Линкольн назначил Эндрю Джонсона (будущего президента США) военным губернатором Теннесси. На это время (1862—1865 годы) Капитолий штата Теннесси превратился в «Крепость Эндрю Джонсона» (Fortress Andrew Johnson) или «Союзный Форт-Джонсон» (Union Fort Johnson). На территории форта были расположены пушки, которые, правда, ни разу не использовались в реальных военных действиях — только для учебных стрельб и праздничных салютов.
В 1870 году Генеральная ассамблея Теннесси заново одобрила план по благоустройству территории, примыкающей к Капитолию, и работа была завершена к 1877 году.

## Архитектура
Здание Капитолия штата Теннесси построено из местного известняка, который добывался на каменоломне, находившейся примерно в 1 миле (1,6 км) от места строительства. Этот известняк был использован как для внешней, так и для внутренней отделки здания. Многие колонны внутри здания сделаны из целых кусков монолитного известняка.
Архитектура здания выполнена  в неогреческом стиле. С каждой из четырёх сторон здание имеет по портику в стиле греческих храмов ионического ордера. Капитолий штата Теннесси — один из немногих Капитолиев штатов США, не имеющий купола.
На территории, примыкающей к Капитолию, находятся памятники президентам США Эндрю Джексону (Andrew Jackson) и Эндрю Джонсону (Andrew Johnson), а также место захоронения президента Джеймса Нокса Полка (James Knox Polk) и его жены Сары Чилдресс-Полк (Sarah Childress Polk).

## Галерея

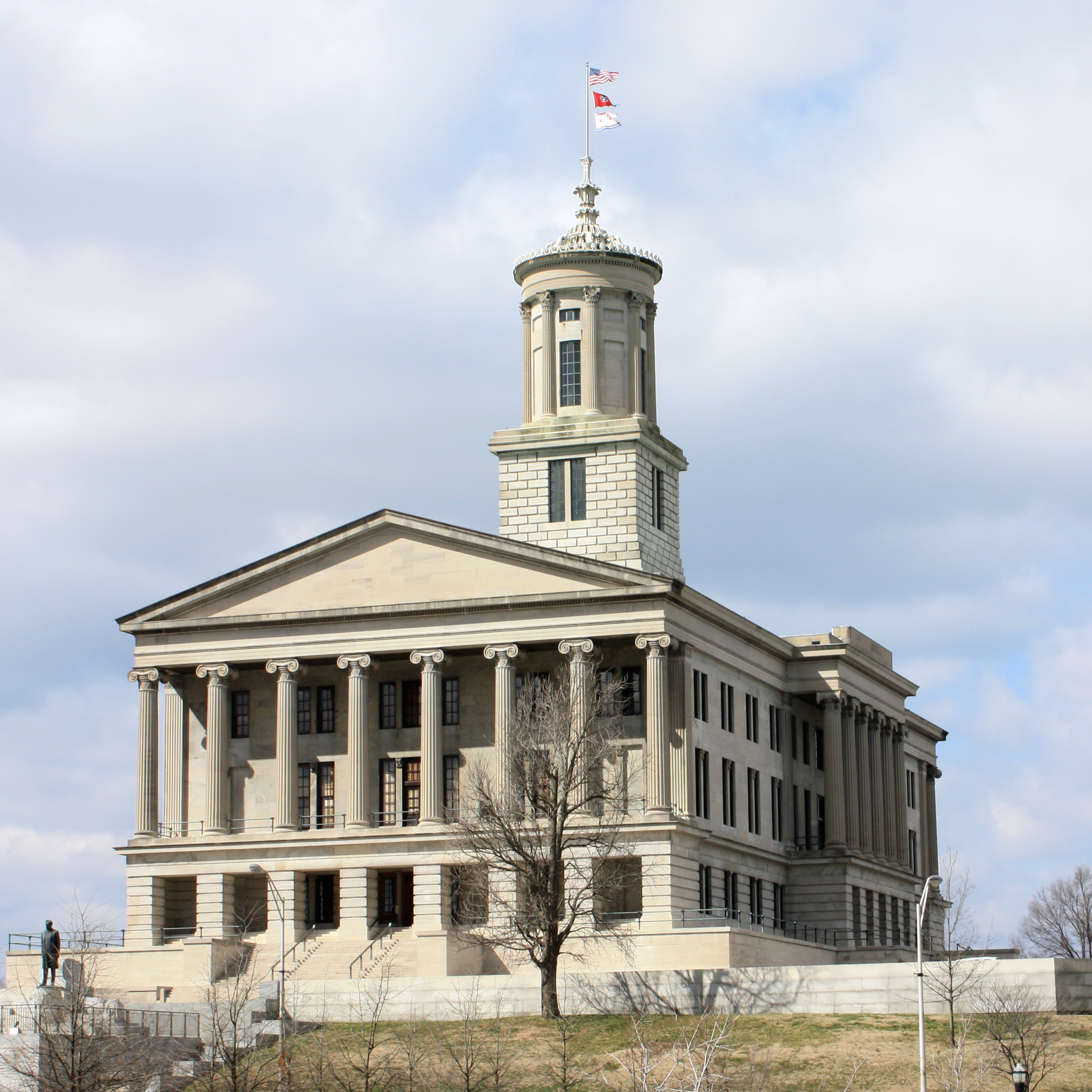
Капитолий штата Теннесси
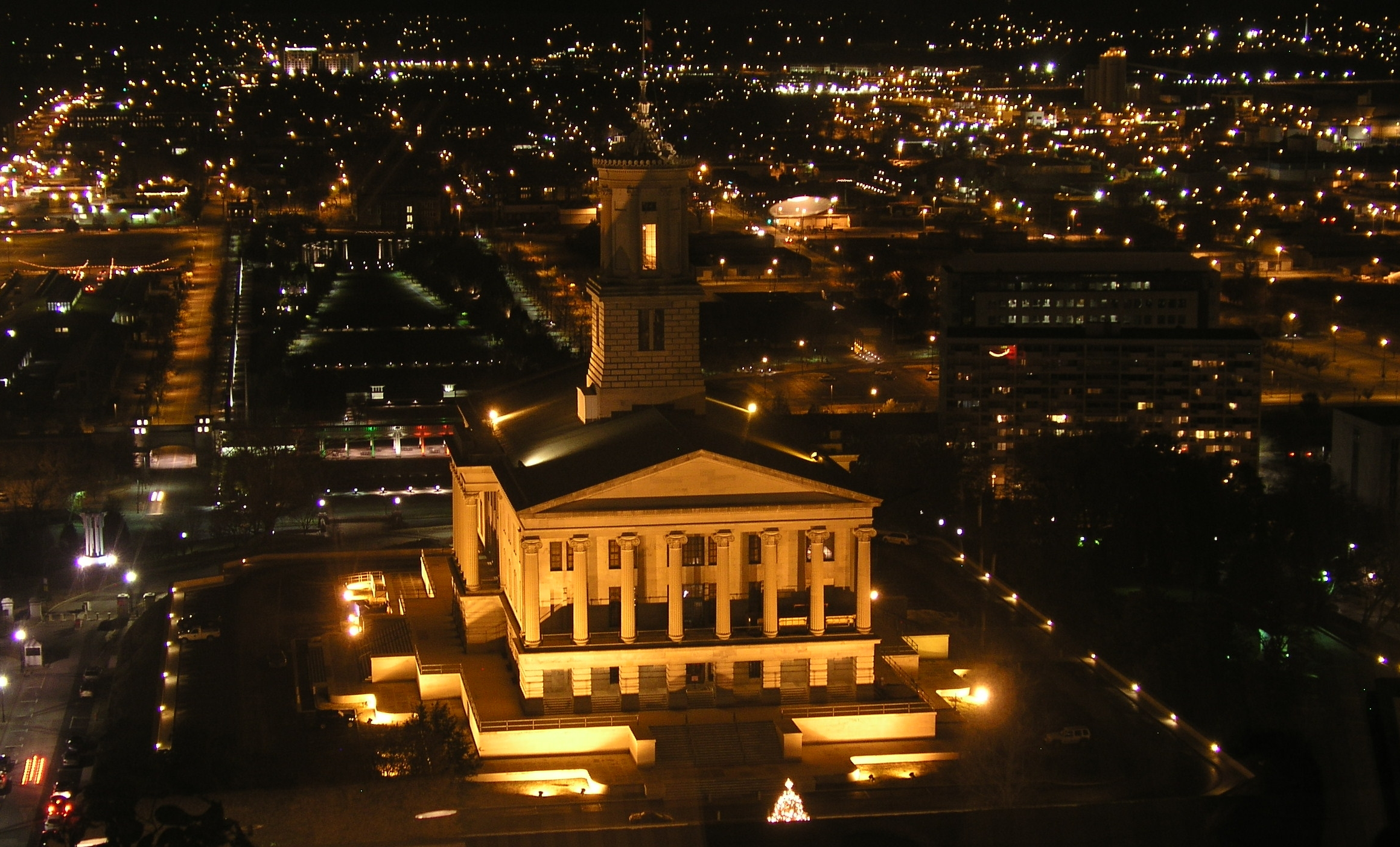
Ночной вид Капитолия штата Теннесси
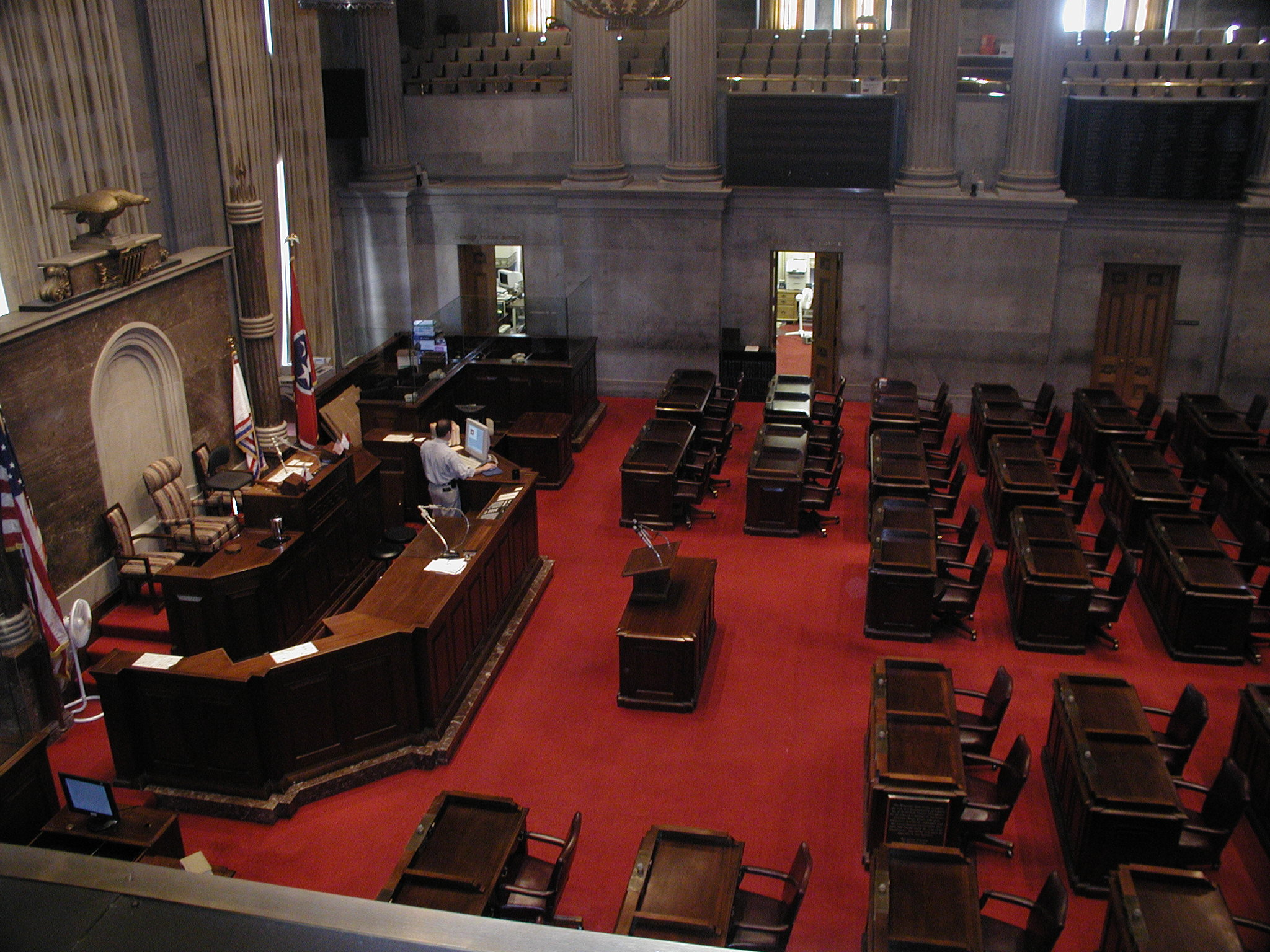
Помещение Палаты Представителей штата Теннесси
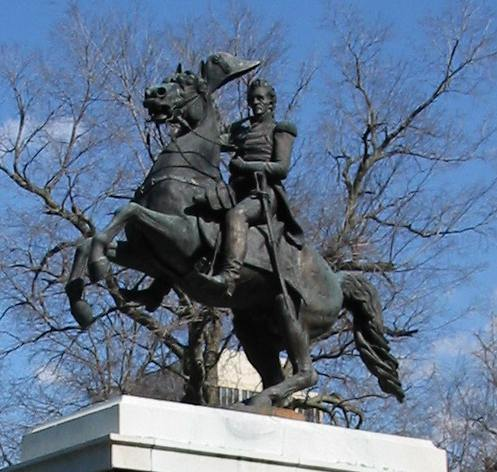
Статуя президента Эндрю Джексона
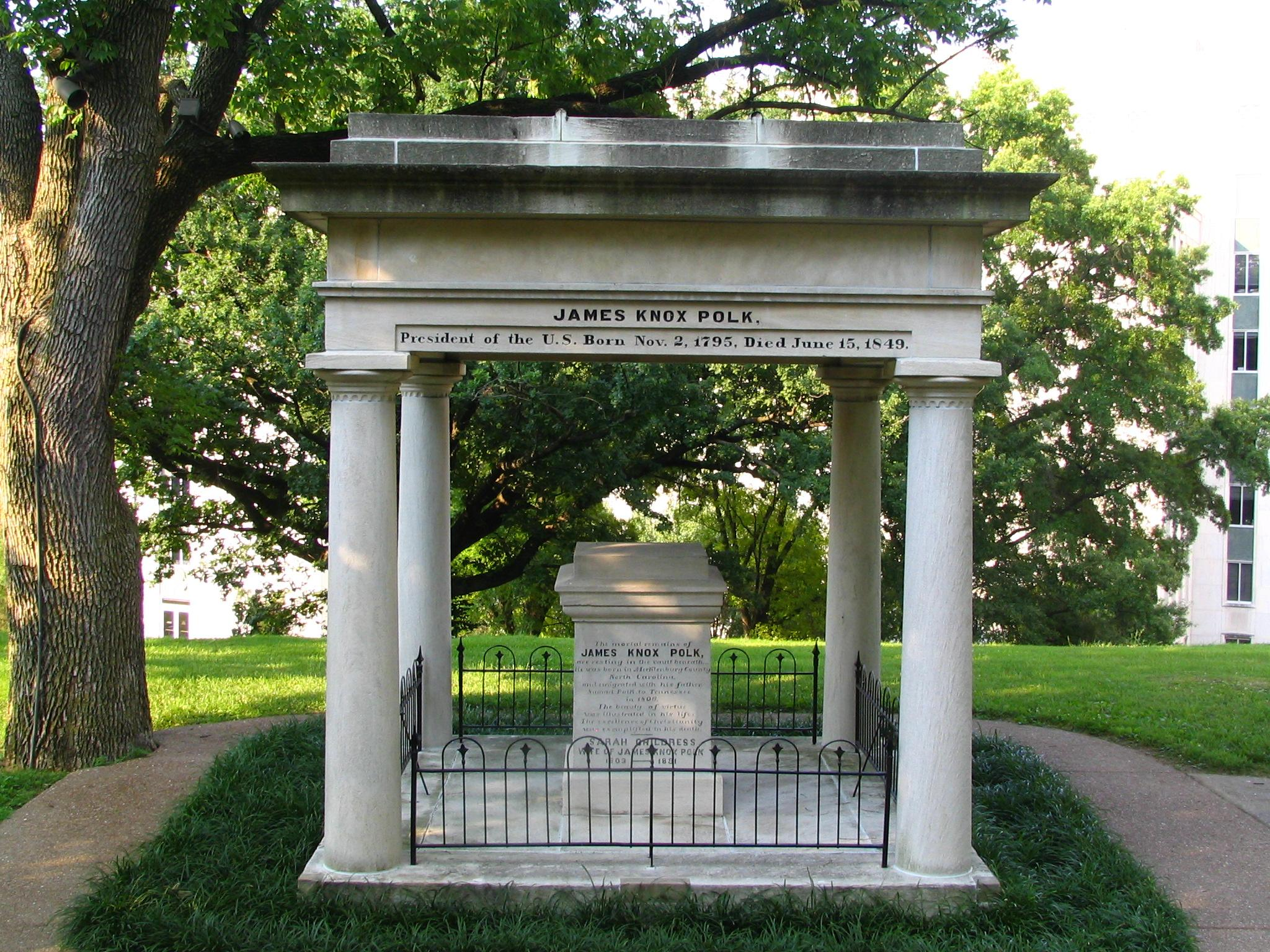
Могила президента Джеймса Нокса Полка и его жены Сары Чилдресс Полк